# Pluto TV
Pluto TV er en streamingtjeneste ejet af Paramount Global, der i 2022 erstattede Viafree i Norden. Tjenesten er gratis, reklamefinansieret og tilbyder indhold fra Viaplay, Nickelodeon og MTV som tv-kanaler i sin app.
Tjenesten blev grundlagt i 2014 i USA. 